# 陈珪 (将领)
陳珪（1335年—1419年），河南行省揚州路泰州（今江蘇省泰興縣）人。明朝軍事將領。
洪武年間，陳珪跟從大將軍徐達平定中原，授龍虎衛百戶，改燕山中護衛。之後跟從朱棣北征任前鋒，進副千戶。之後，靖難之役中，跟從朱棣起兵，積功至指揮同知。之後回北平輔助世子守衛。累遷都督僉事，封泰寧侯，祿千二百石。永樂四年，開始修建北京城。永樂八年，明成祖北征，其與駙馬都尉袁容輔助趙王留守北京。十五年命鑄繕工印給陳珪，兼掌行在後府。永樂十七年去世，贈靖國公，謚忠襄。

## 人物生平

### 军旅生涯
陈珪自少善骑射，担任了骁骑右卫骑兵总旗
在洪武（1368）初年陈珪在徐达部下，被授予龙虎卫百户，调任燕山中护卫，后成为副千户，成为燕王朱棣（后来的明成祖）的部将。
建文元年（1399）朱棣发动靖难之役，陈珪随从南征，后屡立功劳。

### 成为功勋
建文四年（1402）陈珪累迁都督佥事被封为泰宁侯

### 营建北京城
永乐4年（1406）朱棣计划定都北京，陈珪被任命为建都总指示 陈珪深得朱棣信任。
永乐八年（1410）朱棣第一次北征鞑靼，命陈珪偕同驸马都尉袁容辅佐赵王朱高燧留守北京。 
永乐十五年（1417）朱棣命陈珪“掌缮工事”，以安远侯柳升、成山侯王通为副手，由礼部铸“缮工之印”相赐，规制视同都督府，并设置经历司，设经历一员、都事四员。两日后，兼掌行在（北京）后军都督府事。

### 终
陈珪于永乐17年（1419）逝世，享年85岁朱棣为他辍朝3日，追封靖国公，谥号“忠襄”。

## 家庭
父亲：
- 陈济世

子孙：
- 陈玺
- 陈瑜

## 侯爵世系
陈珪于建文四年（1402年）受封泰宁侯，子孙世代承袭，约历十世十四代，至明亡而国绝。
泰宁侯世系
第一代：陈珪，建文四年（1402年）封泰宁侯，予世券。永乐十七年（1419年）去世，追封靖国公，谥号“忠襄”。
第二代：陈瑜，陈珪之子，永乐十七年（1419年）袭爵。永乐二十年（1422年）因罪下狱而死。
第三代：陈钟，陈玺之子、陈瑜之侄，永乐二十二年（1424年）袭爵。宣德五年（1430年）去世。
第四代：陈灏，陈钟之子，宣德五年（1430年）袭爵。宣德七年（1432年）去世。
第五代：陈瀛，陈灏之弟，宣德十年（1435年）袭爵。正统十四年（1449年）战死，追封宁国公，谥号“恭愍”。
第六代：陈泾，陈瀛之弟，正统十四年（1449年）袭爵。成化八年（1472年）去世。
第七代：陈桓，陈泾之子，成化八年（1472年）十二月袭爵。弘治七年（1494年）去世。
第八代：陈璇，陈桓之子，弘治七年（1494年）袭爵。正德元年（1506年）去世。
第九代：陈儒，陈璇之子，正德七年（1512年）袭爵。嘉靖十二年（1534年）去世。
第十代：陈琏，陈儒之叔，嘉靖十三年（1535年）袭爵。嘉靖二十三年（1544年）去世。
第十一代：陈㻞，陈琏之弟，嘉靖二十四年（1545年）袭爵。嘉靖三十一年（1552年）十二月去世。
第十二代：陈良弼，陈㻞之子，嘉靖四十一年（1562年）袭爵。至天启元年（1621年）仍在世。
第十三代：陈闻礼，良弼之子，卒年不详。约于天启（1621年－1627年）年间袭爵、去世。
第十四代：陈延祚，闻礼之子，卒年不详。天启（1621年－1627年）年间袭爵。至崇祯元年（1628年）仍在世。

## 延伸阅读
[在维基数据编辑]
 《明史卷一百四十六》，出自《明史》